# J.P. Rodrigues
J.P. Rodrigues, właśc. John Paul Rodrigues (ur. 29 grudnia 1983 w Tampa) – gujański piłkarz występujący na pozycji obrońcy.

## Kariera klubowa
Rodrigues urodził się w amerykańskim mieście Tampa w stanie Floryda. Uczęszczał na Belmont University w Nashville, gdzie występował w tamtejszej drużynie piłkarskiej Belmont Bruins. W 2005 roku został wybrany najlepszym obrońcą Atlantic Sun Conference. Równocześnie występował w zespole Nashville Metros z czwartej ligi amerykańskiej – USL Premier Development League, jednak bez większych sukcesów. W 2006 roku został wybrany w drafcie przez zespół Miami FC z zaplecza najwyższej klasy rozgrywkowej – USL First Division. Spędził tam trzy kolejne sezony, nie odnosząc żadnych osiągnięć. Równocześnie grał w piłkę halową jako zawodnik Orlando Sharks i Milwaukee Wave.
Po sezonie 2008 Rodrigues odszedł z Miami FC i przez cały rok 2009 występował w Milwaukee Wave. W 2010 roku ponownie powrócił jednak do zawodowego futbolu, podpisując kontrakt z Miami, a w październiku na zasadzie krótkoterminowego wypożyczenia zasilił drużynę D.C. United z Major League Soccer. Pierwszy i zarazem jedyny mecz w jej barwach rozegrał 9 października 2010 w przegranej 0:2 konfrontacji z San Jose Earthquakes. W 2011 roku został zawodnikiem drugoligowego FC Tampa Bay z North American Soccer League, który po roku zmienił nazwę na Tampa Bay Rowdies. Następnie grał w zespole piłki halowej – Rochester Lancers, a w 2014 roku wrócił do Tampa Bay Rowdies, gdzie zakończył karierę.

## Kariera reprezentacyjna
W seniorskiej reprezentacji Gujany Rodrigues zadebiutował w 2006 roku, jeszcze jako zawodnik Miami FC. W ciągu następnych kilku lat regularnie był powoływany do kadry narodowej. Wziął z nią udział w eliminacjach do Mistrzostw Świata 2014, podczas których w spotkaniu z Meksykiem (1:3) zdobył bramkę samobójczą.